# علم المصطلحات
علم المصطلح أوعلم المصطلحات أو علم المصطلحات اللغوية (بالإنجليزية: Terminology) فرع من المصطلحية، وهو علم يعني بدراسة المصطلحات واستخدامها وتصنيفها وتعريفها.

## تقييم المصطلحات
قد يكون لشيء واحد عدة مصطلحات، ولكل مصطلح تقييمٌ لقبُوله أو رفضه عند الهيئات المعترف بها:
- مصطلح مفضّل: الذي توصي باستعماله هيئة تُعتبر حُجة في مجالها.
- مصطلح مقبول: الذي تقبل به الهيئات وتصفه بأنه مرادف للمصطلح المفضل.
- مصطلح مرفوض: الذي ترفضه هيئة متخصصة.
- مصطلح متروك: الذي تُرِكَ استعمالُه.[4]